# Breg Mokrički
Breg Mokrički is een plaats in de gemeente Sveti Ivan Zelina in de Kroatische provincie Zagreb. De plaats telt 51 inwoners (2001).